# Hemiptiloceroides deltus
Hemiptiloceroides deltus är en fjärilsart som beskrevs av Herbert H. Neunzig och Dow 1993. Hemiptiloceroides deltus ingår i släktet Hemiptiloceroides och familjen mott. Inga underarter finns listade i Catalogue of Life.